# Carme Julià i Riqué
Carme Julià i Riqué (Cadaqués, 17 d'octubre de 1902 - Barcelona, 20 d'octubre de 1977) fou una activa política catalana republicana, exiliada a Mèxic, i mestra fundadora de diverses escoles.

## Biografia
Filla de Maria Riqué Comes i d'Antoni Julià Bosch, tots dos de l'Empordà, que havien anat a viure a Cadaqués. Entre els anys 1918 i 1923 estudià la carrera de Magisteri a l'Escola Normal de Barcelona. Ja casada amb Benet Saló i Jordà, a Cadaqués, des de 1925, en els anys següents treballà de mestraː l'any 1932 a l'Escola de Montjuic i també com a mestra interina al parvulari Forestier, annex a l'Escola Mossèn Jacint Verdaguer, de Barcelona; després, entre els anys 1934 i 1937, fou mestra i directora de l'escola de Castellar del Vallès.
A la vegada participà activament en la vida política catalana. Militant de la Unió Socialista de Catalunya (USC), en crear-se el Partit Socialista Unificat de Catalunya (PSUC) s'incorporà a la direcció representant l'USC. Com a dirigent de la Federació Espanyola de Treballadors de l'Ensenyament (FETE, UGT), va participar en diferents mítings i conferències junt amb altres dones antifeixistes. Així, per exemple, al març de 1937 participà en la cloenda de la Setmana de Madrid que es va fer a la Monumental de Barcelona, on parlà en nom de les Dones Antifeixistes, i també va presidir la primera Conferència de Dones al Casal Carles Marx.

## Exili
En plena Guerra Civil espanyola, al 1938, envià a França la seva filla Montserrat, d'11 anys, junt amb altres nens espanyols, per protegir-la dels bombardeigs. L'any següent ella mateixa s'exilià a França i es reuní amb la seva filla al camp de concentració de Muriès (Boques del Roine), on va fer de mestra. Després marxaren a prop de Marsella, a un centre per a nens refugiats proveït pels quàquers americans, que ella dirigí.
L'1 d'octubre de 1942, quan els alemanys ocupaven França, arribà a Veracruz (Mèxic) amb la seva filla i el seu pare, en el vaixell Serpa Pinto, mentre la mare havia tornat a Cadaqués i el marit era al front. Allà va fer diverses feines, va muntar una fàbrica d'espardenyes, va fer de personal d'una fàbrica de catifes a Amecameca i també d'una fàbrica de mitges. L'any 1957, ja a Texcoco (municipi), va poder treballar de professora de l'escola secundària nocturna Benito Juárez i del centre escolar Netzahualcóyotl. Fundà l'escola nocturna Germans García i també l'escola particular Juana de Asbaje. A Texcoco fou catedràtica de la Preparatòria, que formava els estudiants per a l'ingrés a la universitat.
Fundà el diari Texcoco Habla i col·laborà en la secció Epigramas del setmanari Texcoco. El 1967 edità una selecció d'aquests epigrames. També col·labora en la secció Filosofia Política del mateix diari i en algunes seccions del diari local El amigo.
Continuà amb la militància política, com a secretària de l'organització femenina Nosotras i integrada al Partit Socialista Català i al Moviment Socialista de Catalunya que dirigia Serra i Moret a França. També participà en la vida política mexicana a nivell municipal i exercí diferents càrrecs en el Comité Municipal del Partit Revolucionari Institucional (PRI).
Al 1970 tornà a Catalunya, per establir-se a Barcelona i reingressar al magisteri del qual havia estat separada el 1941. Primer al Col·legi Ramon Llull de Barcelona, i més endavant, al 1972, al Col·legi Onésimo Redondo i a l'escola Vidalet Pelegrí –després Can Vidalet– d'Esplugues de Llobregat, on es jubilà el febrer de 1975.

## Reconeixement i memòria
Castellar del Vallès, la població en què Carme Julià fou mestra i directora de l'escola de nenes, al 1934, ha donat el seu nom a una rotonda del municipi.

## Obra
- Julià Riqué de Saló, Carmen. Epigramas (en castellà).  Texcoco, Mèxic: Editorial Texcoco, 1967.